# Джон Бро
Джон Берлінгер Бро (англ. John Berlinger Breaux; нар. 1 березня 1944, Кроулі, Луїзіана) — американський політик-демократ. Він представляв штат Луїзіана в обох палатах Конгресу США, спочатку у Палаті представників (1972—1987), а потім у Сенаті (1987—2005).
У 1964 році він закінчив Південно-Західний університет Луїзіани, отримав диплом юриста у 1967 році в Університеті штату Луїзіана. Він працював адвокатом, був помічником конгресмена Едвіна Едвардса з 1968 по 1972 (у 1972 році Едвардс обійняв посаду губернатора Луїзіани). У віці 28 років він став тоді наймолодшим членом Палати представників.
Він вважався одним з найбільш консервативних національних законодавців у Демократичній партії.
Бро одружений, належить до Римо-католицької церкви.